# Miren Meabe Carro
Miren Meabe Carro (Cruces, Baracaldo, 5 de julio de 1986) es una fisioterapeuta y ganadera alavesa de asno de las Encartaciones.

## Biografía
Nació en Cruces, Baracaldo. Estudio Fisioterapia y trabajó como fisioterapeuta. Hasta que en el año 2008 puso en marcha una ganadería de asno de las Encartaciones. En 2023 tenía 24 ejemplares de burras y burros de las Encartaciones, una raza en peligro de extinción. Es presidenta de Arasel, la asociación de quienes crían ganado asnal de Álava, y la secretaria de ENAFE, la federación vasca de personas criadoras esta especie.

### Trayectoria activista
Pertenece a la asociación GAITTUN elkartea, colectivo creado por mujeres y para mujeres volcado en el empoderamiento de las trabajadoras del campo y la mar y la visibilización y puesta en valor del trabajo de las mujeres en la historia del sector primario vasco. En 2020 junto con Iratxe Martínez Mazaga y Gema Arrugaeta, publicaron Bizkaian baditun! Itsas Landa Inguruneko Emakumeak. Coordinó el documental "Itsasoan gaittun | Bizkaia, la mar en femenino" sobre el trabajo de las mujeres en la costa de Vizcaya; y una exposición fotográfica en el Metro de Bilbao y otros lugares del País Vasco para visibilizar a las mujeres del primer sector.

### Trayectoria política
Fue concejala por el Partido Nacionalista Vasco en el Ayuntamiento de Cuartango en las elecciones municipales de 2015 y de 2019, ocupando la tenencia de alcaldía. Cabeza de lista en las elecciones municipales de 2023, logró la alcaldía de Kuartango con el apoyo del Partido Popular.

## Vida personal
Está casada y tiene dos criaturas.

## Premios y reconocimientos
- 2022 Primer premio en la categoría de 12 a 36 meses en la feria agrícola, ganadera y artesana de Gordexola.[18]